# Julia Landauer
Pour les articles homonymes, voir Landauer.
Julia Landauer, née le 12 novembre 1991 à New York, est une femme pilote automobile américaine sur circuits, à bord de monoplaces.
Julia courre dans la NASCAR K&N Pro Series West, au volant pour les écuries Bill McAnally Racing et Sunrise Ford Racing. En 2016, elle devient la femme la mieux classée de tous les temps dans le total des points de la saison, terminant quatrième.

## Biographie

### Début
Julia Landauer commence à faire du karting à l'âge de 10 ans. À 13 ans, elle passe aux voitures de course et devient l'année suivante la première femme championne d'une Skip Barber Racing Series, remportant 12 victoires. Après avoir couru en monoplace de Formule BMW USA, la New-Yorkaise acquis sa première expérience de course ovale au volant d'une Ford Focus Midget. Elle est ensuite passée aux derniers modèles de stock-cars, mais a rencontré des problèmes de financement. Pendant ses études universitaires, elle a concouru à temps partiel dans les modèles récents et voitures Legends.
Après avoir attiré l'attention du propriétaire Bill McAnally en 2009, Julia concourt pour son équipe Bill McAnally Racing dans certaines courses Late Model cette année-là, courant dans la division Whelen All-American Series Late Model au All American Speedway. En 2015, au Motor Mile Speedway, elle concourt pour Lee Pulliam Performance, remportant le championnat de piste Limited Late Model sanctionné par la All-American Series, devenant la première championne de piste dans cette division et la première championne de piste depuis Sheryl Carls en 2011.

### NASCAR

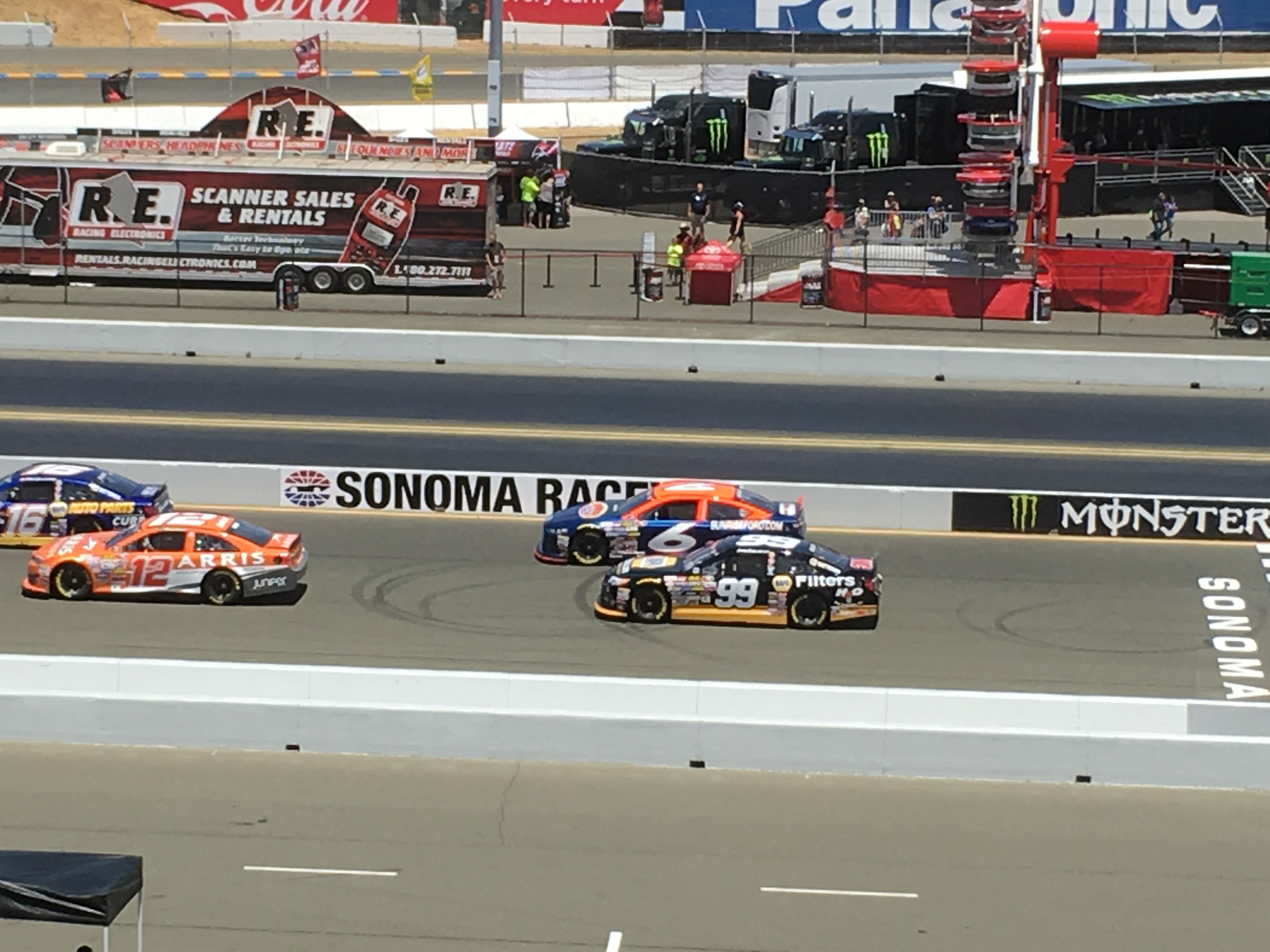
Landauer (No. 6) au départ en 2017 du Sonoma Raceway.

En 2016, Julia est sélectionnée par McAnally et son partenaire commercial pour être la pilote d'une quatrième équipe dans la K&N Pro Series West. Au volant de la Toyota Camry n°54, elle termine huitième à sa première course à l'Irwindale Speedway, enregistrant ensuite 7 « Top 5 » et 13 « Top 10 » en quatorze courses, pour lesquelles elle a reçu le Driver Achievement Award 2016. et nommé le meilleur pilote révélation de la série,. Au cours de la saison, elle est invitée à faire partie du programme NASCAR Next, la seule femme de la classe 2016,.
En 2019, Julia Landauer devient la première femme à mener un tour dans la série Pinty's.
En 2020, la New-Yorkaise rejoint le PK Carsport pour une campagne NASCAR Whelen Euro Series EuroNASCAR 2 à plein temps.
En 2022, elle participe à la série Xfinity pour Alpha Prime Racing à partir de la course du 16 juillet au New Hampshire Motor Speedway. La New-Yorkaise a ensuite couru le 22 octobre au Homestead Miami Speedway avec le parrainage de l'ATEM Car Club.

## Vie privée
Julia Landauer est diplômée de la Stuyvesant High School de Manhattan en 2010. En 2014, elle obtient un baccalauréat en sciences, technologie et société de l'Université Stanford. Elle est également conférencière motivatrice lors d'événements comme TEDx,. En 2017, elle est nommée sur la liste des 30 (en moins de 30 ans) du magazine Forbes pour le sport.
Julia acquis pour la première fois une visibilité nationale en tant que candidate lors de la vingt-sixième saison de l'émission Survivor en 2013, atteignant le jour 19 avant d'être rejetée (la huitième candidate à être éliminée). Elle est originaire de New York et a depuis déménagé à Charlotte, en Caroline du Nord, où sont basées la plupart des équipes NASCAR.

## Résultats dans le sport automobile

### NASCAR
| Saison | Séries              | Équipes                                | Courses | Victoire | Top 5s | Top 10s | Pôles | Points | Position |
| ------ | ------------------- | -------------------------------------- | ------- | -------- | ------ | ------- | ----- | ------ | -------- |
| 2016   | K&N Pro Series West | Bill McAnally Racing                   | 14      | 0        | 2      | 13      | 0     | 528    | 4e       |
| 2017   | K&N Pro Series West | Sunrise Ford Racing                    | 14      | 0        | 0      | 7       | 0     | 451    | 7e       |
| 2017   | K&N Pro Series East | Troy Cline                             | 2       | 0        | 0      | 1       | 0     | 61     | 30e      |
| 2018   | Pinty's Series      | Canada's Best Racing Team / DJK Racing | 4       | 0        | 0      | 0       | 0     | 89     | 26e      |
| 2019   | Pinty's Series      | DJK Racing                             | 6       | 0        | 0      | 1       | 0     | 184    | 17e      |
| 2022   | Xfinity Series      | Alpha Prime Racing                     | 2       | 0        | 0      | 0       | 0     | 10     | 66e      |

#### K&N Pro Series West
| 2016 | Bill McAnally Racing | 54 | Toyota | IRW 8  | KCR 10 | TUS 5  | OSS 5 | CNS 6 | SON 11 | SLS 5 | IOW 8  | EVG 8  | DCS 5 | MMP 4 | MMP 8 | MER 2  | AAS 3  | 4e | 528 | [ 1 ]  |
| 2017 | Sunrise Ford Racing  | 6  | Ford   | TUS 12 | KCR 12 | IRW 10 | IRW 6 | SPO 7 | OSS 19 | CNS 6 | SON 23 |        | EVG 6 | DCS 5 | MER 9 | AAS 21 | KCR 12 | 7e | 451 | [ 14 ] |
| 2017 | Sunrise Ford Racing  | 22 | Ford   |        |        |        |       |       |        |       |        | IOW 17 |       |       |       |        |        | 7e | 451 | [ 14 ] |

## Liens connexes
- Liste de femmes pilotes de NASCAR